# Neverland (Skold)
Neverland è un EP di Tim Sköld.

## Tracce
1. Neverland (Edit) - 3:30
2. Anything (Album Version) - 4:07
3. All Dies - 5:00
4. Neverland (Fuzzy Klub Mix I) - 4:23
5. Neverland (Fuzzy Klub Mix II) - 7:25
6. Anything (Dominatrix Mix) - 5:45
7. Remember (Martin Atkins Doubly Dub Mix) - 5:10